# Vibrio vulnificus
Vibrio vulnificus (Reichelt et al. 1976) Farmer, 1979 è un batterio Gram-negativo che infetta ferite esposte all'acqua di mare contaminata e causa setticemia a seguito di ingestione di molluschi crudi contaminati. Le ferite infette sono caratterizzate da gonfiore, arrossamento per arrivare infine alla necrosi del tessuto.
È contraddistinto da un'elevata mortalità (fino al 25% in caso di ferite infette e fino al 50% in caso di sepsi) e proprio per questo si rende necessaria nella maggior parte dei casi una terapia antibiotica.